# 排出原単位

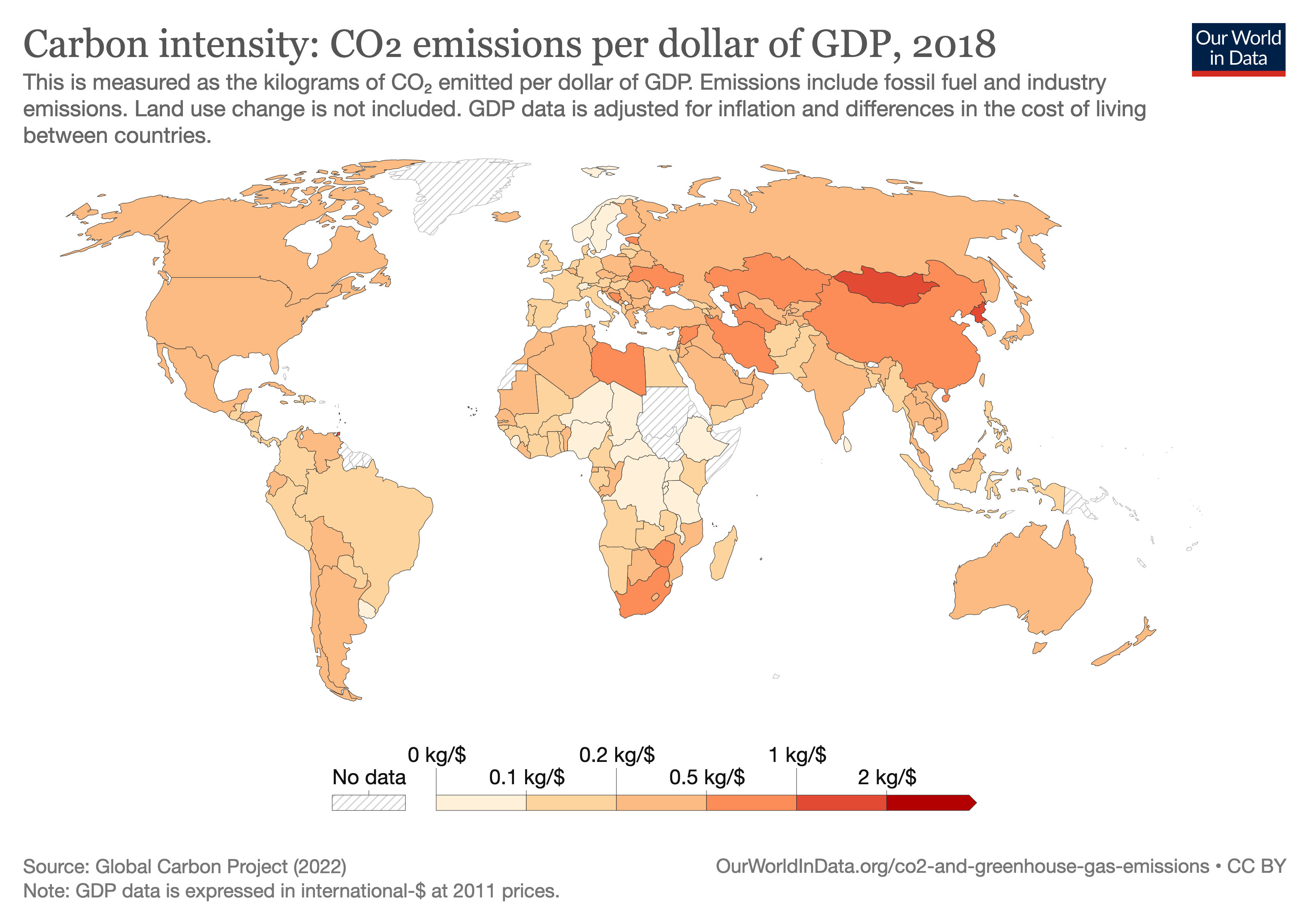
世界各国の経済の炭素排出原単位。GDP1単位あたりの二酸化炭素排出量（キログラム）で示される（2018年）。

排出原単位 ・排出源単位・排出元単位（はいしゅつげんたんい）または排出強度（英：emission intensity）、または炭素強度/カーボンインテンシティ（英：carbon intensity (CI)）とは、ある特定の経済活動量や産業生産プロセス強度あたり温室効果ガス、とくに二酸化炭素の排出量を指す。例えばエネルギー１メガジュール生産に伴い排出される二酸化炭素重量や、国内総生産（GDP）に対する温室効果ガス排出量の比率などである。よく使用される指標の一つに、発電源ごとの比較に用いられる１キロワット時あたりのカーボンインテンシティ（CIPK: carbon intensity per kilowatt-hour）がある。他にも対象が二酸化炭素であることを明確にする意図の「CO2排出原単位」など多様な訳語があるがこの記事では排出原単位で統一する。

世界各国別の電力の排出原単位。単位電力量あたりに排出される温室効果ガスの量で表され、単位は1キロワット時あたりの換算二酸化炭素発生グラム量（gCO2e/kWh）である（2021年）。

排出原単位は燃料の燃焼量・畜産業における動物数・産業生産量・移動距離、または同様の活動データに基づいて、大気汚染物質または温室効果ガスの排出量を推定するために使用され、また異なる燃料や活動の環境への影響を比較するためにも用いられる。
なお排出係数（英：emission factor）という語も用いられるがこれは主に自動車の排気ガス中の窒素酸化物や粒子状物質などの大気汚染物質量を述べる、全く別の文脈で古くから使われている用語でもあり混同に注意が必要である。分野や産業によって使用される用語は異なることがあり、通常「カーボン（carbon）」という語は上述のような大気汚染物質は対象としない。排出原単位と同義の意味で「排出係数」の語を用いる際はそれを明確にするため「CO2排出係数」が汎用される。

## 定義と評価方法
排出原単位は活動強度と排出量との間に比例関係があるとした場合の係数である。すなわち：
排出原単位＝排出量÷活動量 　（または排出量＝活動量 × 排出原単位）
排出原単位は将来の人口・経済活動・エネルギー技術の変化を予測し、それに基づくIPCCの評価など、将来シナリオの投影にも使用されている。これらの変数の相互関係は、カヤの恒等式（Kaya Identity）で扱われる。
排出量推定の不確実性の程度は、発生源の分類および汚染物質の種類に大きく依存する。燃料燃焼による二酸化炭素（CO₂）の排出は、燃料を何に使用したかにかかわらず燃料の炭素（C）含有量によってほぼ一義的に決定されるため高精度で推定可能であるが、他の大気汚染物質や二酸化炭素以外の温室効果ガスの排出は、不完全燃焼などにより大きくばらつく。
排出原単位を評価する方法にはさまざまなものがある。よく用いられる手法には以下がある：
- 全ライフサイクル評価（LCA）：これは、特定のプロセスによる炭素排出のみならず、そのプロセスに用いられる資材・設備・機械の生産・廃棄段階の排出も含む。非常に多くの変数を必要とする複雑な手法である。
- ウェル・トゥ・ホイール（WTW）[5]：例えば油田（well）から自動車（車輪、wheels）など化石燃料の採掘からその使用者までの間に係る排出原単位で、エネルギーおよび輸送分野でよく用いられる。これは簡易的なLCAであり、プロセス自体の排出および使用する資材（または燃料）の採掘および精製による排出（「上流排出[6][7]」）を含むが、資材・機械の生産および廃棄段階の排出は含まない。この手法は米国ではGREETモデル、ヨーロッパではJEC WTW[8]で使用されている。
- WTW-LCAハイブリッド法：WTWとLCAの中間的な手法を目指す。例えば電気自動車について、バッテリーの製造および廃棄に伴う温室効果ガス排出も考慮するハイブリッド手法では、WTWよりも排出量が10〜13%高くなるとされる[9]。
- LCA的要素を考慮せず特定のプロセス中の排出のみを考慮する手法。例えば発電所における燃料の燃焼のみを対象とし、上流排出を含めないもの[10]。

計算方法が異なれば得られる結果も異なり得る。地域や時期によっても排出原単位は大きく変化する。例えば2009年から2013年にかけて、欧州連合における電力の排出原単位は平均で20%低下した。このように排出原単位の値を比較する際には、計算に用いた境界条件（初期仮定）を正しく考慮する必要がある。例えば中国の油田は、メガジュール当たり換算二酸化炭素排出が1.5〜40グラム（約90%で1.5〜13.5グラム）の広い範囲にある。排出原単位計算結果の分布がこのように大きくばらついていることは、一見同質的に見える活動でも細分化して分析し、多くの要因を適切に考慮しなければならないことを示している。

## 発電の排出原単位
2011年に気候変動に関する政府間パネル（IPCC）が行った、電力1単位あたりの全ライフサイクル二酸化炭素排出に関する文献レビューによれば、50パーセンタイルに含まれる値（換算キロワット時あたり排出換算二酸化炭素量、グラム）は以下の通りであった。
| 発電技術   | 説明                                         | 50パーセンタイル値 |
| ---------- | -------------------------------------------- | ------------------ |
| 水力       | 貯水                                         | 4                  |
| 風力       | 陸上                                         | 12                 |
| 原子力     | 様々な第2世代原子炉                          | 16                 |
| バイオマス | 多様                                         | 230                |
| 太陽熱     | パラボリックトラフ                           | 22                 |
| 地熱       | 高温岩体                                     | 45                 |
| 太陽光     | 多結晶シリコン                               | 46                 |
| 天然ガス   | スクラビングなしの様々な複合サイクルタービン | 469                |
| 石炭       | スクラビングなしの様々な発電機タイプ         | 1001               |

| 燃料/資源      | 熱量メガジュールあたり 換算二酸化炭素グラム数 | エネルギー強度（電力ワット時あたり熱量ワット時、最小値-最大値） | 電力キロワット時あたり二酸化炭素グラム量（最小値-最大値） |
| -------------- | --------------------------------------------- | --------------------------------------------------------------- | --------------------------------------------------------- |
| 木材           | 115                                           |                                                                 |                                                           |
| 泥炭           | 106 110                                       |                                                                 |                                                           |
| 石炭           | B:91.50–91.72 Br:94.33 88                     | B:2.62–2.85 Br:3.46 3.01                                        | B:863–941 Br:1,175 955                                    |
| 石油           | 73                                            | 3.40                                                            | 893                                                       |
| 天然ガス       | cc:68.20 oc:68.40 51                          | cc:2.35 (2.20 – 2.57) oc:3.05 (2.81 – 3.46)                     | cc:577 (491–655) oc:751 (627–891) 599                     |
| 地熱発電       | 3~                                            |                                                                 | TL0–1 TH91–122                                            |
| ウラン原子力   |                                               | WL0.18 (0.16~0.40) WH0.20 (0.18~0.35)                           | WL60 (10~130) WH65 (10~120)                               |
| 水力発電       |                                               | 0.046 (0.020 – 0.137)                                           | 15 (6.5 – 44)                                             |
| 集中太陽光発電 |                                               |                                                                 | 40±15#                                                    |
| 太陽光発電     |                                               | 0.33 (0.16 – 0.67)                                              | 106 (53–217)                                              |
| 風力発電       |                                               | 0.066 (0.041 – 0.12)                                            | 21 (13–40)                                                |

※補足：3.6 メガジュール= 1 キロワット時 であるため、1 グラム/メガジュール = 3.6 グラム/キロワット時 に相当。
凡例：B = 黒炭（超臨界-新亜臨界）、Br = 褐炭（新亜臨界）、cc = コンバインドサイクル、oc = オープンサイクル、TL = 低温・閉回路型（地熱ダブレット）、TH = 高温・開回路型、WL = 軽水炉、WH = 重水炉、# = 推定値。

## 各地域の排出原単位

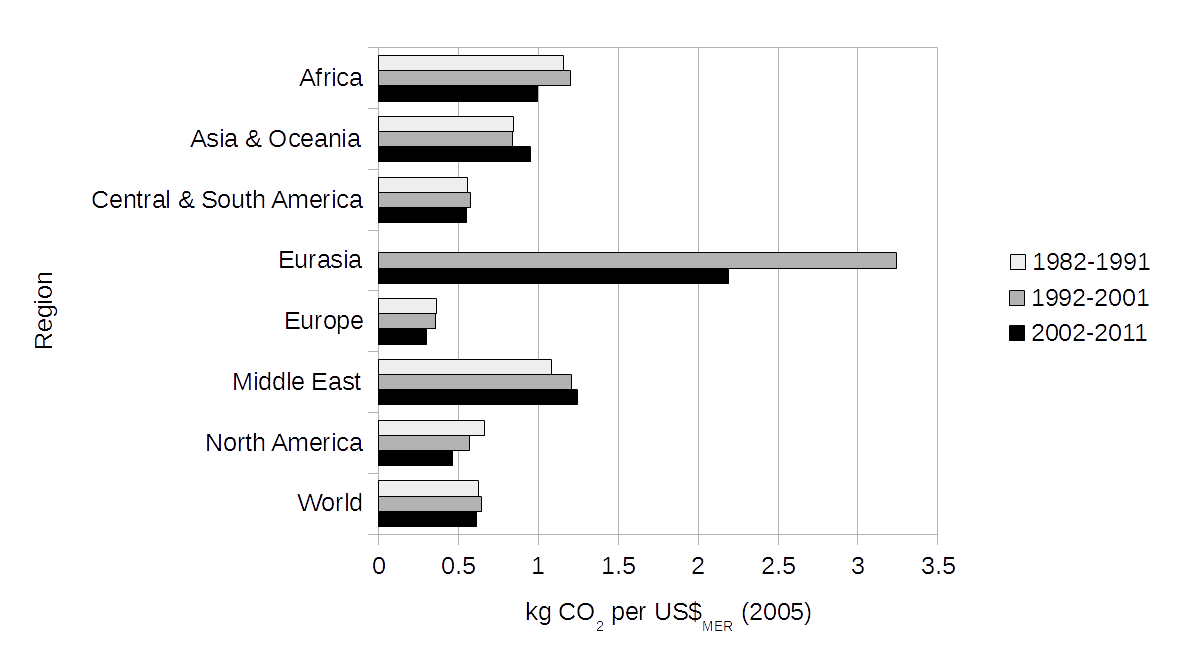
1982～2011年における地域別のGDPの排出原単位（MERを使用）。

以下の表は米国エネルギー情報局（EIA）に基づく市場為替レート（MER）および購買力平価（PPP）で示されたGDPの排出原単位で、単位は2005年米ドル1000ドルあたりの二酸化炭素排出量（トン）である。1980～2009年までの年間データは、1980〜89年、1990〜99年、2000〜09年の3つの10年間に平均化されている。
|                    | 1980–89    | 1990–99 | 2000–09 |
| ------------------ | ---------- | ------- | ------- |
| アフリカ           | 1.13149    | 1.20702 | 1.03995 |
| アジア・オセアニア | 0.86256    | 0.83015 | 0.91721 |
| 中南米             | 0.55840    | 0.57278 | 0.56015 |
| ユーラシア         | データなし | 3.31786 | 2.36849 |
| ヨーロッパ         | 0.36840    | 0.37245 | 0.30975 |
| 中東               | 0.98779    | 1.21475 | 1.22310 |
| 北米               | 0.69381    | 0.58681 | 0.48160 |
| 全世界             | 0.62170    | 0.66120 | 0.60725 |

|                    | 1980–89    | 1990–99 | 2000–09 |
| ------------------ | ---------- | ------- | ------- |
| アフリカ           | 0.48844    | 0.50215 | 0.43067 |
| アジア・オセアニア | 0.66187    | 0.59249 | 0.57356 |
| 中南米             | 0.30095    | 0.30740 | 0.30185 |
| ユーラシア         | データなし | 1.43161 | 1.02797 |
| ヨーロッパ         | 0.40413    | 0.38897 | 0.32077 |
| 中東               | 0.51641    | 0.65690 | 0.65723 |
| 北米               | 0.66743    | 0.56634 | 0.46509 |
| 全世界             | 0.54495    | 0.54868 | 0.48058 |

土地利用の変化を含む排出原単位、GDP1000ドルあたり二酸化炭素トン数（2000年）。

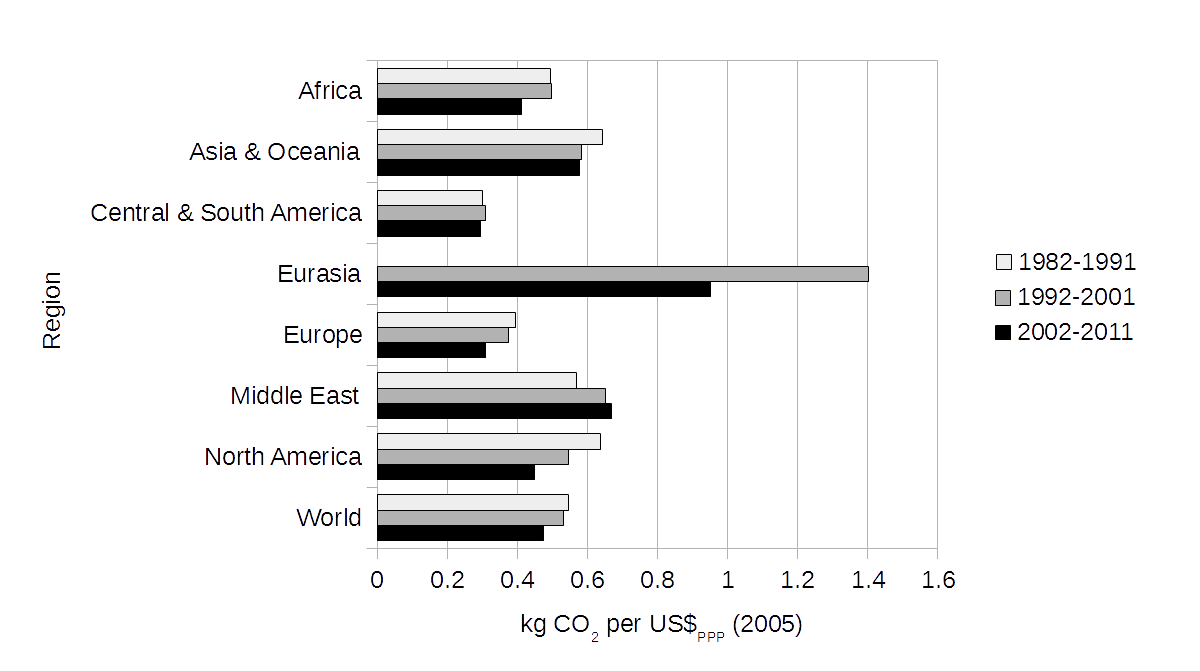
1982～2011年における地域別のGDPの排出原単位（購買力平価を使用）。

2009年OECD諸国におけるGDPあたりの排出原単位は2.9%減少し、2005年の１米ドルあたり0.33キログラム二酸化炭素となった（購買力平価ベース）。米国は0.41キログラム二酸化炭素と高めの値を示し、ヨーロッパは前年に比べて最も大きな減少（−3.7%）を示した。非OECD諸国では排出原単位は依然として高い傾向があった。中国はわずかに改善したものの、0.81キログラム二酸化炭素と依然として高かった。アジア全体では2009年に2%増加しておりこれはエネルギー消費の急速な拡大によるものである。ユーラシア諸国および中東諸国でも高い比率であった。
ヨーロッパでは、エネルギー使用に伴う二酸化炭素排出量は2007年には1990年水準を5%下回った。1990〜2007年の間二酸化炭素排出量は年平均0.3%減少したが、経済活動（GDP）は年平均2.3%増加した。1994年までは年平均−1.6%で減少し、その後2003年までは0.4%/年で増加、その後は年平均0.6%で緩やかに減少した。1人あたりの二酸化炭素排出量は1990年の8.7トンから2007年には7.8トンに減少し、10%の削減となった。排出原単位削減の約40%は、排出原単位の低いエネルギーキャリアの利用拡大によるものである。
GDP1単位あたりの二酸化炭素排出すなわち排出原単位は、エネルギー強度よりも急速に減少しており、1990〜2007年の平均でそれぞれ年2.3%、1.4%の減少であった。2007年の報告では二酸化炭素排出量が減少しているとされていたが、それ以降世界の排出量は急増している。IPCC第6次評価報告書によれば、2019年の世界全体の排出量は59ギガトンに達し、これはそれ以前の10年間と比較して年平均2.1%の増加である。
2018年にScience誌に掲載された研究は「オープンソースの石油部門CIモデリングツール」を用いて、世界中の主要油田の採掘から精製までの排出原単位をモデリングし、排出の主な要因を特定した。90か国の原油生産を対象にした評価によると、非在来型重質油の世界主要生産国であるベネズエラとカナダは排出原単位が高く、これはエネルギー集約型および二酸化炭素集約型の重質油の抽出と精製によるものである。インドネシア・オマーン・米国カリフォルニアなどでは、水蒸気攻法による石油増進回収が排出原単位を押し上げている。

## 温室効果ガス目録報告に向けた排出原単位
排出原単位の最重要用途の一つは、国連気候変動枠組条約（UNFCCC）に基づく国の温室効果ガス目録の報告である。UNFCCCの附属書I締約国は毎年、自国の温室効果ガス総排出量を、定義された発生源区分と燃料ごとに正式な報告形式で提出する義務がある。
UNFCCCはIPCCが策定・公表した「改訂1996年IPCCガイドライン」を、透明性・完全性・一貫性・比較可能性・正確性を確保するための標準的排出推定手法として承認している。これらのIPCCガイドラインはデフォルト排出原単位の主な情報源である。最近では「2006年IPCCガイドライン」も発行されており、これらを含む多くの温室効果ガス排出原単位がIPCCの排出原単位データベースに掲載されている。また実用的な組織単位での排出原単位は、EmissionFactors.comで検索確認できる。
特に非換算二酸化炭素排出に関しては、個別の国に適用する場合高い不確実性を伴うことが多い。一般的に国ごとの固有の排出原単位を用いる方が、デフォルト係数を使用するよりも正確な推定が可能である。IPCCは、ある活動が特定国における主要排出源（key source）である場合、その活動に対してその国固有の排出原単位を開発することが望ましいとしている。

## 大気汚染物質目録報告に向けた排出原単位
二酸化炭素以外にも、国連欧州経済委員会およびEUの国家排出上限指令（2016年）は、長距離越境大気汚染条約（CLRTAP）の枠組みに基づいて各国に国の大気汚染排出目録の年次作成を義務付けている。
欧州環境庁（EEA）のEuropean Monitoring and Evaluation Programme（EMEP）は、大気汚染物質の排出量および関連排出原単位を推定するための手法を開発しており、その成果は「EMEP/CORINAIR排出目録・ガイドブック」 およびTFEIPウェブサイトで公開されている。

### 温室効果ガス
- 2006 IPCC Guidelines for National Greenhouse Gas Inventories
- Revised 1996 IPCC Guidelines for National Greenhouse Gas Inventories (reference manual).
- IPCC Emission Factor Database
- National Inventory Report: Greenhouse Gas Sources and Sinks in Canada[リンク切れ].
- United Kingdom's emission factor database.

### 大気汚染物質
- AP 42, Compilation of Air Pollutant Emission Factors US Environmental Protection Agency
- EMEP/CORIMAIR 2007 Emission Inventory Guidebook.
- Fugitive emissions leaks from ethylene and other chemical plants.

## 引用
1. ↑  “Carbon intensity of electricity generation” (英語). Our World in Data. 2025年5月20日閲覧。
2. ↑  Team, Our World in Data (2023-07-18). “Build resilient infrastructure, promote inclusive and sustainable industrialization and foster innovation” (英語). Our World in Data.
3. ↑  “排出係数一覧表(計算用)　国土交通省”. 2025年5月20日閲覧。
4. ↑  “1．自動車の走行に伴うCH4及びN2Oの排出（1A3b）環境省”. 2025年5月20日閲覧。
5. ↑  “Well-to-Wheels Analyses - European Commission” (英語). joint-research-centre.ec.europa.eu. 2025年5月21日閲覧。
6. ↑  “Upstream vs Downstream: Breaking Down Scope 3 - Persefoni - Persefoni” (英語). www.persefoni.com. 2025年5月20日閲覧。
7. ↑  “Emissions reporting – What are upstream and downstream emissions? - Sweep” (英語). SWEEP - Sustainability data management. 2025年5月20日閲覧。
8. ↑  Prussi, Matteo (2020年). “JEC Well-To-Wheels report v5” (英語). JRC Publications Repository. 2025年5月20日閲覧。
9. ↑  Moro A; Helmers E (2017). “A new hybrid method for reducing the gap between WTW and LCA in the carbon footprint assessment of electric vehicles”. Int J Life Cycle Assess 22 (1):  4–14. Bibcode: 2017IJLCA..22....4M. doi:10.1007/s11367-015-0954-z.
10. ↑  This method is used by the International Energy Agency in the annual report: CO2 emissions from fuel combustion Archived 2018-03-31 at the Wayback Machine..
11. ↑  Moro A; Lonza L (2018). “Electricity carbon intensity in European Member States: Impacts on GHG emissions of electric vehicles”. Transportation Research Part D: Transport and Environment 64:  5–14. Bibcode: 2018TRPD...64....5M. doi:10.1016/j.trd.2017.07.012. PMC 6358150. PMID 30740029.
12. ↑  Masnadi, M. (2018). “Well-to-refinery emissions and net-energy analysis of China's crude-oil supply”. Nature Energy 3 (3):  220–226. Bibcode: 2018NatEn...3..220M. doi:10.1038/s41560-018-0090-7.
13. ↑  Höök, M (2018). “Mapping Chinese supply”. Nature Energy 3 (3):  166–167. Bibcode: 2018NatEn...3..166H. doi:10.1038/s41560-018-0103-6.
14. 1 2  Moomaw, W., P. Burgherr, G. Heath, M. Lenzen, J. Nyboer, A. Verbruggen, 2011: Annex II: Methodology. In IPCC: Special Report on Renewable Energy Sources and Climate Change Mitigation (ref. page 10)
15. 1 2  Hillebrand, K. 1993. The Greenhouse Effects of Peat Production and Use Compared  with Coal, Natural Gas and Wood. Technical Research Centre of Finland Archived 2013-11-04 at the Wayback Machine.. Seai.ie
16. ↑  The CO2 emission factor of peat fuel  106 g CO2/MJ, Archived 2010-07-07 at the Wayback Machine.. Imcg.net. Retrieved on 2011-05-09.
17. 1 2 3 4 5 6 7 8 9 10 11 12 13 14 15 16 17 18  Bilek, Marcela; Hardy, Clarence; Lenzen, Manfred; Dey, Christopher (August 2008). “Life-cycle energy balance and greenhouse gas emissions of nuclear energy: A review”. Energy Conversion & Management 49 (8):  2178–2199. doi:10.1016/j.enconman.2008.01.033.  オリジナルの2009-10-25時点におけるアーカイブ。.
18. 1 2 3 4 5  Fridleifsson, Ingvar B.; Bertani, Ruggero; Huenges, Ernst; Lund, John W.; Ragnarsson, Arni; Rybach, Ladislaus (2008-02-11). O. Hohmeyer and T. Trittin. ed. “The possible role and contribution of geothermal energy to the mitigation of climate change”. IPCC Scoping Meeting on Renewable Energy Sources (Luebeck, Germany):  59–80.  オリジナルの2011-07-22時点におけるアーカイブ。 2009年4月6日閲覧。.
19. 1 2  Hanova, J; Dowlatabadi, H (9 November 2007), “Strategic GHG reduction through the use of ground source heat pump technology”, Environmental Research Letters (UK: IOP Publishing) 2 (4):  pp. 044001 8pp, Bibcode: 2007ERL.....2d4001H, doi:10.1088/1748-9326/2/4/044001, ISSN 1748-9326
20. 1 2 3  
US EIA, “Carbon intensity”, International Energy Statistics, US Energy Information Administration (EIA) 2013年12月21日閲覧。. Archived page. Public-domain source: 'U.S. Government publications are in the public domain and are not subject to copyright protection. You may use and/or distribute any of our data, files, databases, reports, graphs, charts, and other information products that are on our website or that you receive through our email distribution service. However, if you use or reproduce any of our information products, you should use an acknowledgment, which includes the publication date, such as: "Source: U.S. Energy Information Administration (Oct 2008)."'  and archived page.
21. ↑  “CO2 intensity – Map World CO2 Intensity by region – Enerdata”. yearbook.enerdata.net. 2025年5月15日閲覧。
22. ↑  “Energy Efficiency Trends & Policies – ODYSSEE-MURE”. www.odyssee-indicators.org. 2025年5月15日閲覧。
23. ↑  This section deals with CO2 emissions from energy combustion published in official inventories from the European Environment Agency. The indicators are not expressed under normal climate conditions (i. e. with climate corrections) to comply with the official definition of CO2 inventories. CO2 emissions of final consumers include the emissions of auto producers.
24. 1 2  Dickie, Gloria (2022年4月4日). “Factbox: Key takeaways from the IPCC report on climate change mitigation” (英語). Reuters 2022年4月5日閲覧。
25. 1 2  Masnadi, Mohammad S.; El-Houjeiri, Hassan M.; Schunack, Dominik; Li, Yunpo; Englander, Jacob G.; Badahdah, Alhassan; Monfort, Jean-Christophe; Anderson, James E. et al. (August 31, 2018). “Global carbon intensity of crude oil production”. Science 361 (6405):  851–853. Bibcode: 2018Sci...361..851M. doi:10.1126/science.aar6859. ISSN 0036-8075. OSTI 1485127. PMID 30166477.
26. ↑  Task Force on National Greenhouse Gas Inventories (1996年). “Revised 1996 IPCC Guidelines for National Greenhouse Gas Inventories”.   IPCC. 2012年8月19日閲覧。
27. ↑  “FCCC/SBSTA/2004/8”. 2018年8月20日閲覧。
28. ↑  “Emission Factor Database – Main Page”.   IPCC (2012年). 2012年8月19日閲覧。
29. ↑  “Emission Factors”. emissionfactors.com (2012年). 2012年8月19日閲覧。
30. ↑  “Directive 2016/2284/EU, national emission ceilings” (英語). European Environment Agency. 2025年5月21日閲覧。
31. ↑  “EMEP Home”. www.emep.int. 2025年5月21日閲覧。
32. ↑  EMEP/CORINAIR Emission Inventory Guidebook.eea.europa.eu, 2016, retrieved 13.7.2018
33. ↑  “EMEP Home”. www.emep.int. 2025年5月15日閲覧。
34. ↑  TFEIP, 2008-03-15 tfeip-secretariat